# Gabriela Bravo
María Gabriela Bravo Sanestanislao (Ráfol de Salem, Valencia, 25 de febrero de 1963) es una fiscal y política española, consejera de Justicia, Interior y Administración Pública de la Generalidad Valenciana entre junio de 2015 y julio de 2023. Entre 2008 y 2013 fue vocal del Consejo General del Poder Judicial (CGPJ).

## Biografía
Nació el 25 de febrero de 1963 en Rafol de Salem, en la provincia de Valencia. Licenciada en Derecho por la Universidad de Valencia en 1986, ingresó en la carrera fiscal en 1989. Tras obtener destino en Cádiz, en 1991 fue destinada a la Fiscalía provincial de Valencia, desarrollando su actividad en la Jurisdicción Penal Ordinaria (1991-2001), en la Fiscalía de menores (2001-2008) y en la Sección de Siniestralidad Laboral (2004-2008). En 1991 ingresó en la Unión Progresista de Fiscales, donde fue nombrada vocal del Secretariado Permanente de la asociación hasta que asumió la presidencia en 2007. En septiembre de 2008, fue nombrada vocal por unanimidad y portavoz del Consejo General del Poder Judicial. Finalizó su mandato en diciembre de 2013 e inició una nueva etapa en la Secretaría Técnica de la Fiscalía General del Estado.
El 29 de junio de 2015 fue nombrada consejera de Justicia, Gobernación y Reformas Democráticas en el gobierno de la Generalidad Valenciana formado en coalición del PSPV, Compromís y Podem y presidido por Ximo Puig.
En 2019 puso en marcha la Oficina de denuncias especializada en violencia de género, dentro de la Red de Oficinas de Asistencia a las Víctimas del Delito. Es un proyecto piloto único en España impulsado por su Conselleria, actualmente con las competencias de Justicia, Interior y Administración Pública, junto al Ministerio de Interior.
En 2021 recibió la “Medalla al mérito profesional” de la Escuela Española de Mediación y Resolución de Conflictos y Diario de Mediación, reconocimiento por el trabajo impulsado en el área de mediación de la Conselleria, desde la que aprobó el Decreto del Reglamento de mediación de la Comunitat Valenciana.
Uno de sus últimos caballos de batalla ha sido la creación del Foro Valenciano para la Abolición de la Prostitución en 2021, desde el que se ha posicionado como líder del movimiento abolicionista de la prostitución desde las instituciones en España.